# Luciana Lamorgese
Luciana Lamorgese  (11 de setembro de 1953[carece de fontes?]) é uma política e servidora pública italiana.

## Biografia
Nascida em Potenza em 11 de setembro de 1953, é formada em jurisprudência e torna-se advogada. Trabalha para Viminale, a polícia italiana, desde 1979, ascendendo a inspetora em 1989. Assumiu como vice-prefeita em 1994 e prefeita ou comissária em 2003. Foi comissária de Veneza entre 2010 e 2013, sob o mandato do prefeito democrata Giorgio Orsoni. Em junho de 2013, foi chamada pelo então ministro do Interior Angelino Alfano para ocupar o cargo de chefe de gabinete, substituindo Giuseppe Procaccini.
Em 2017, com o fim do governo Matteo Renzi, ela retorna à prefeitura de Milão, substituindo Alessandro Maragoni.
Em 13 de novembro de 2018, foi nomeada conselheira de estado pelo governo do presidente Giuseppe Conte, em seu primeiro governo.

### Ministra do Interior
Em 5 de setembro de 2019, assume a cadeira de ministro do interior no Governo Conte II, sucedendo Matteo Salvini.